# Oedipina cyclocauda
Oedipina cyclocauda är en groddjursart som beskrevs av Taylor 1952. Oedipina cyclocauda ingår i släktet Oedipina och familjen lunglösa salamandrar. IUCN kategoriserar arten globalt som livskraftig. Inga underarter finns listade i Catalogue of Life.